# Megalogomphus smithii
Megalogomphus smithii är en trollsländeart som först beskrevs av Selys 1854.  Megalogomphus smithii ingår i släktet Megalogomphus och familjen flodtrollsländor. IUCN kategoriserar arten globalt som otillräckligt studerad. Inga underarter finns listade i Catalogue of Life.